# Parc Nacional de Bikin
El Parc Nacional de Bikin (en rus: Национальный парк Бикин) és un parc nacional situat al Districte de Pojarski, al krai de Primórie, Rússia. Va ser establert el 2015 a través d'un decret del Govern de la Federació de Rússia com a part del programa Lleopard de l'Amur. El parc inclou el territori de la reserva natural estatal d'importància regional "Verkhnebikinski" i part del territori de gestió de la natura tradicional d'importància regional "Bikinskaia". Es tracta d'un dels parcs nacionals més grans de Rússia. L'àrea total és de 1160000 ha., tot i que segons algunes fonts seria de 78000 ha. El territori de parc nacional es troba al vessant occidental de les muntanyes de Sikhoté-Alín. L'altitud varia dels 200 msnm (a la vall del riu Bikin) als 1932 msnm (al Mont Anik). El 2018 va ser declarat Patrimoni de la Humanitat per la UNESCO en la 42na sessió del Comitè del Patrimoni Mundial celebrada a Manama, Bahrain, fet que suposà l'ampliació de l'àrea prèviament declarada Patrimoni de la Humanitat de Sikhoté-Alín, que havia estat inclosa a la llista del 2001, una àrea que obtingué el nom de "Vall del riu Bikin".

## Objectius
El parc va ser creat per tal d'assolir els objectius següents:
- Preservació d'indrets i objectes naturals únics i de referència;
- Preservació d'indrets històrics i culturals i protecció de l'hàbitat i forma de vida tradicional dels pobles indígenes (udegue i hezhen);
- Educació ambiental de la població i la regulació del turisme i la recreació;
- Monitorització ecològica estatal de l'entorn.

## Geografia

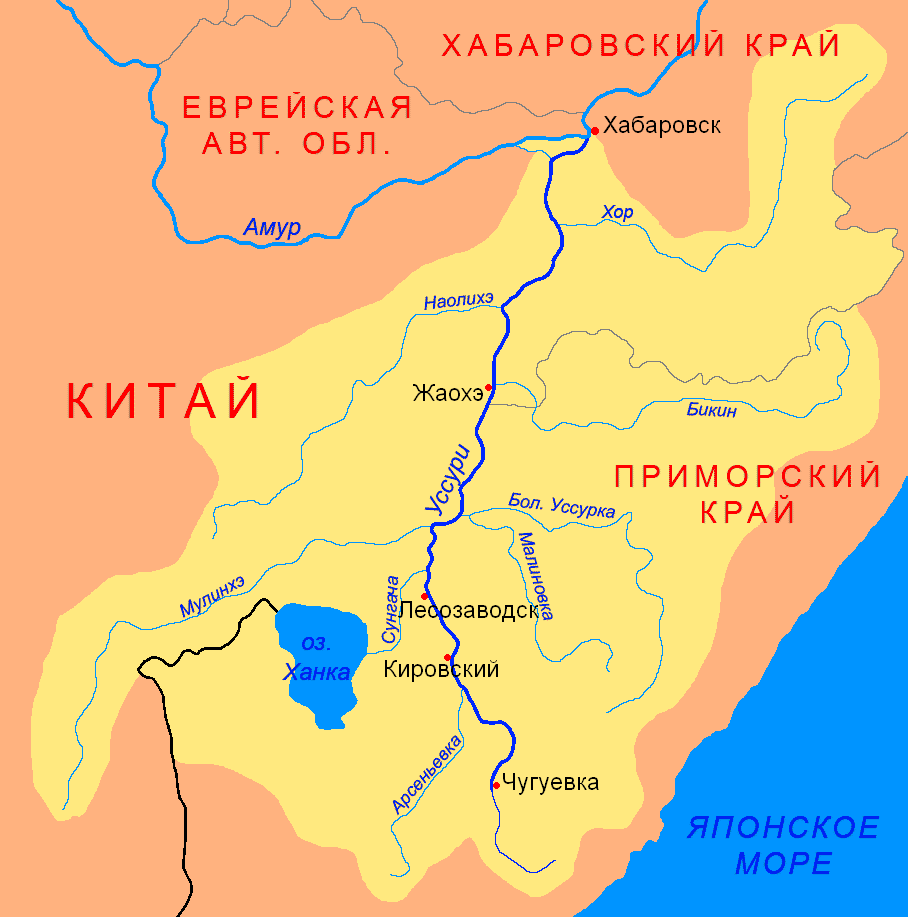
El riu Bikin flueix cap a l'oest a través del centre de les muntanyes Sikhoté-Alin

### Topografia
El riu Bikin flueix cap a l'oest pel vessant oest de centre de Sikhoté-Alín, que uneix la conca del riu Amur a l'oest amb la regió de Primórie ("marítima") a l'est. La conca de drenatge del Bikin travessa un territori muntanyós aïllat, cobert de coníferes mixtes i bosc caducifoli, que desemboca al riu Ussuri i, finalment, a l'Amur i el mar d'Okhotsk. Amb més de 1.160.000 hectàrees de territori no desenvolupat, el bosc intacte del parc proporciona un refugi per a un gran nombre d'espècies vulnerables.

### Clima i ecoregió
El bikin es troba a l'ecoregió dels Boscos de fulla ampla i mixtos d'Ussuri. La designació oficial del clima per a l'àrea de Bikin és "Clima continental humit - sub-tipus d'estiu fred" (classificació climàtica de Köppen Dwb), amb grans diferencials estacionals de temperatura, estius frescos (el mes més càlid té una temperatura mitjana de menys de 22C graus) i hiverns freds.

## Flora i fauna
El territori del parc nacional és un dels últims hàbitats naturals del lleopard de l'Amur, ja que hi viu al voltant del 10% de la seva població. A més a més, s'hi han identificat 51 espècies de mamífers (ants, senglars, cabirols, cérvols roigs, cérvols mesquers, tigres, ossos bruns i de l'Himàlaia, sabres, visons, rata mesqueres, etc.) i 194 espècies d'ocells, de les quals almenys 9 estan incloses en el Llibre vermell d'espècies amenaçades de Rússia. Algunes d'aquestes són la cigonya negra, el bec de serra de la Xina, i el duc pescador de Blakiston. També s'hi han registrat 10 espècies de rèptils, 7 espècies d'amfibis i 26 espècies de peixos.
La vegetació del parc està formada principalment per boscos de coníferes i caducifolis que determinen la diversitat de les espècies de mamífers que hi viuen. Els boscos de l'àrea del riu Bikin són un exemple de la mescla de la vegetació pròpia de territoris del nord i de territoris del sud que hi ha al parc, ja que hi creixen plantes del nord (cedre, bedoll, freixe, i noguera etc.) i plantes del sud (ginseng, eleuterococ, Rhododendron dauricum, actinídia i aràlia).

## Pobles indígenes

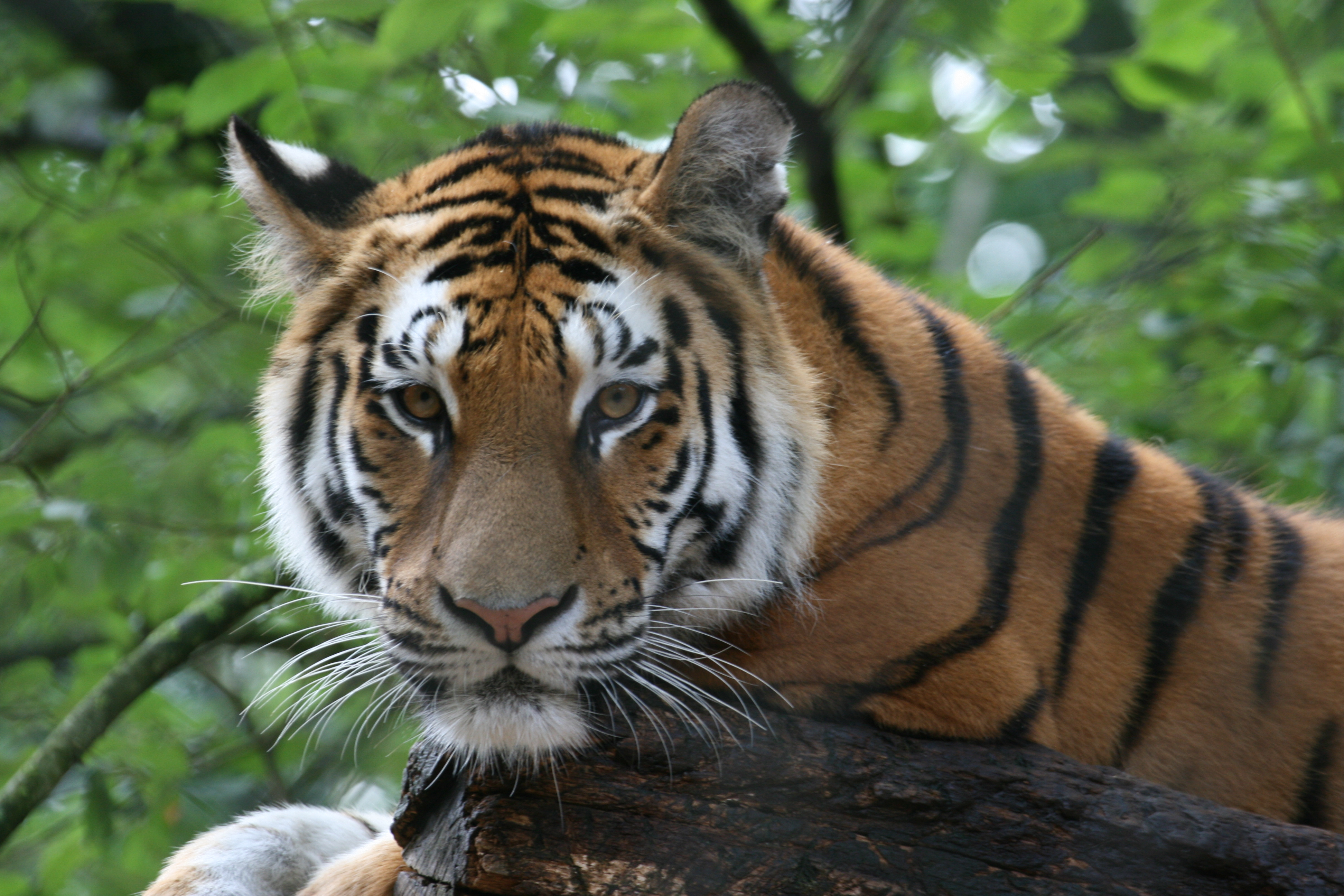
A la conca del riu Bikine subsisteixen entre 30 i 35 tigres siberians

Al parc hi han viscut tradicionalment els pobles udegue i hezhen. Els udegue són un grup ètnic que parlen l'udegue, un idioma que pertany a les llengües manxú-tungús. Fins a la darreria del segle xix els udege no van ser classificats com un grup ètnic independent, ja que ells i els orotx eren considerats un sol poble. A més del nom ètnic comú, hi ha diversos grups territorials d'udege que tenen llur propi nom: khungariskaia — khungake, bikinskaia — bikinka, etc.
La cultura material i espiritual dels pobles del Bikin, els udegue i els hezhen, té moltes característiques comunes: un sol caire econòmic i cultural de caçadors, pescadors i recol·lectors. Des de l'antiguitat, la població nativa que vivia al centre de la taigà de l'Ussuri es dedicava a la caça, a la pesca, a la recol·lecció i a altres artesanies tradicionals.
Al territori de parc nacional hi ha indrets naturals i històrics venerats pels udegue i altres petits pobles del krai de Primórie: antics campaments, cases d'oració i altres objectes que formen la base de la cultura ètnica dels udegue i altres pobles indígenes de la zona. El tigre siberià és un animal sagrat per al poble udegue.